# Schaumbeton
Als Schaumbeton oder Porenleichtbeton (PLB) wird ein wärmedämmender Leichtbeton bezeichnet, der unter Verwendung von Schaum oder Luftporenbildnern hergestellt und in der Regel auf der Baustelle frisch verarbeitet wird.
Sehr leichte Schaumbetone werden auch als zementärer Schaum oder mineralisierter Schaum bezeichnet.
Bauteile aus Schaumbeton, die im Werk vorgefertigt und im Autoklaven mithilfe von gesättigtem Wasserdampf ausgehärtet werden, werden als Porenbeton bezeichnet.
Während Schaumbeton und Porenbeton typischerweise einen Luftporenanteil von mehr als 20 % besitzen, darf Luftporenbeton als genormte Betonart nicht mehr als 5 % Makroporen aufweisen. Die Poren dienen hier lediglich dazu, die Frostsicherheit des fertigen Betons zu erhöhen, etwa im Straßenbau.
Schaumbeton ist eher ein Mörtel als ein Beton im üblichen Sinne, da Beton über ein Größtkorn größer als 4 mm definiert wird, während Schaumbeton in der Regel keine Gesteinskörnungen über 2 mm enthält.
Andererseits kann Schaumbeton im Gegensatz zu Mörtel zu massiven Bauteilen verarbeitet werden, da der Porenanteil ein Reißen des Materials beim Aushärten verhindert.
Schaumbeton ist kein genormter Beton, für Teilbereiche bestand die DIN-Norm 4164:1951-10, die aber im April 2006 endgültig zurückgezogen wurde.

## Eigenschaften
Schaumbeton ist pumpbar, hat eine weiche oder fließfähige Konsistenz und bedarf nach dem Einbau keiner Verdichtung. Mit abnehmender (Ziel-)Dichte erhöht sich jedoch auch die Neigung zum Schwinden (beim Abbinden) und Kriechen. 
Die Rohdichte von Schaumbeton liegt im Bereich von 400 bis 2000 kg/m3. Es werden Festigkeiten von etwa 1 bis 25 N/mm2 erzielt. Mineralisierte Schäume haben üblicherweise Rohdichten zwischen 80 und 200 kg/m3 und haben entsprechend maximal Festigkeiten bis ca. 1 N/mm2. Sie werden u. a. zur Verfüllung von Hohlräumen im Tiefbau und insbesondere zu Dämmzwecken verwendet. Der Porenanteil liegt in der Regel über 30 % und kann bei mineralisierten Schäumen über 90 % betragen. Falls Gesteinskörnung zugegeben wird, hat diese in meisten Fällen eine maximalen Durchmesser von 2 mm.

## Herstellung
Im Gegensatz zu den vorgefertigten Mauersteinen und Bauteilen aus Porenbeton wird Schaumbeton vor Ort hergestellt oder als Transportbeton vom Betonwerk frisch angeliefert.
Die Herstellung von Porenleichtbeton kann bis zu einer Rohdichte von 1,4 kg/dm3 unter Zugabe eines Schaumbildners direkt im Zwangsmischer vorgenommen werden (Einmischverfahren).
Alternativ sowie zur Herstellung von Beton  bis zu einer Rohdichte von 0,4 kg/dm³ wird der Schaum zunächst mit Hilfe eines speziellen Schaumgerätes erzeugt und anschließend dem Frischbeton zugemischt (Schaumverfahren).

## Verwendung
Schaumbeton wird in Europa beispielsweise zur Verfüllung von Hohlräumen oder für leichte, wärmedämmende Ausgleichschichten verwendet.